# Good Times Bad Times
«Good Times Bad Times» (literalment: «Bons Temps Mals Temps») és una cançó del grup de rock anglès Led Zeppelin. Figura com a primera pista de l'àlbum debut de la banda, Led Zeppelin, i també es va publicar com a senzill el 10 de març de 1969 amb «Communication Breakdown» com a cara B.

## Formats i llistat de pistes
Senzill de 7" de 1969 (UK: Atlantic 584269, US/Nova Zelanda: Atlantic 45-2613, Austràlia: Atlantic AK 2914, Canadà: Atlantic AT 2613X, França: Atlantic 650 153, Alemanya: Atlantic ATL 70369, Grècia: Atlantic 255 002, Itàlia: Atlantic ATL NP 03117, Japó: Nihon Gramophone DT-1105, Filipines: Atlantic 45-3734, Suècia: Atlantic ATL 70.369)
- A. «Good Times Bad Times» (Bonham/Jones/Page) — 2:47
- B. «Communication Breakdown» (Bonham/Jones/Page) — 2:28

Senzill de 7" de 1969 (Sud-àfrica: Atlantic ATS410)
- A. «Good Times Bad Times» — 2:47
- B. «Black Mountain Side» (Page) — 2:12

EP de 7" de 1969 (Mèxic: Atlantic EPA 1577)
- A1. «Good Times Bad Times» — 2:47
- A2. «Communication Breakdown» — 2:28
- B. «Dazed and Confused» (Page) — 6:26

EP de 1972 7" (Argentina: Music Hall 186)
- A1. «Good Times Bad Times» — 2:47
- A2. «Communication Breakdown» — 2:28
- B1. «Roundabout» (Anderson/Howe) — 3:27
- B2. «Long Distance Runaround» (Anderson) — 3:30

## Personal
- Jimmy Page – guitarres, segones veus
- Robert Plant – veu
- John Paul Jones – baix elèctric, segones veus
- John Bonham – bateria, segones veus